# ارکستر سرخ

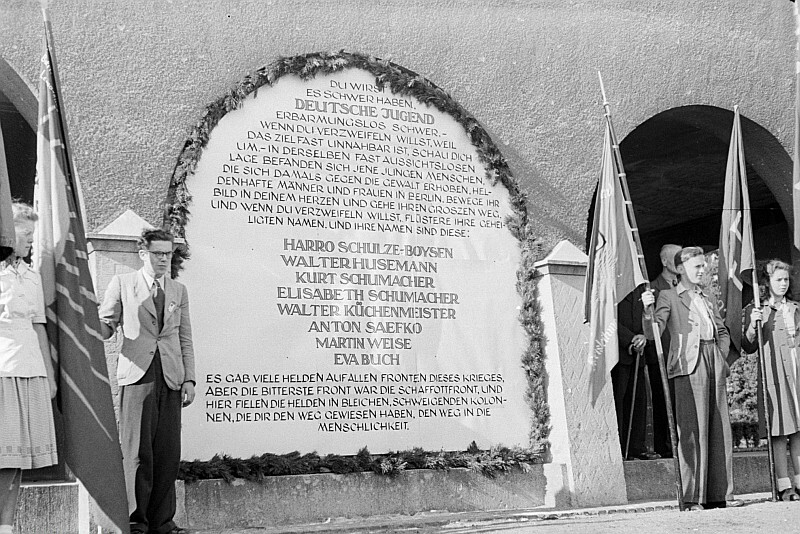
یادبود اعضای ارکستر سرخ در آلمان شرقی، ۱۹۴۶، عکاس: آوراهام پیزارک

ارکستر سرخ (به آلمانی: Die Rote Kapelle) نامی است که از سوی گشتاپو به یک نهضت مقاومت جاسوسی ضدنازی در خلال جنگ جهانی دوم گفته می‌شد. هستهٔ اصلی ارکستر سرخ شامل دو دوست به نام‌های هارلو شولتسه-بویزن و آروید هارناک در برلین بود. همچنین افرادی مستقل از برلین، در پاریس و بروکسل فعال بودند. این سازمان را لئوپولد ترپر از طرف اداره کل امنیت ملی شوروی پایه ریخته‌بود. ارکستر سرخ به صورت شبکه‌ای از افراد و گروه‌ها و بود و در حدود چهارصد عضو داشت. اقدامات آنان را چاپ شب‌نامه‌ها، کمک به اپوزیسیون و یهودیان برای گریز، و گردآوری مدارک جرم نازی‌ها عنوان شده‌است.
شعبه‌ای از ارکستر سرخ در سوئیس به نام سه سُرخ (به آلمانی: Rote Drei) خوانده می‌شد و شبکهٔ جاسوسی اتحاد جماهیر شوروی سوسیالیستی در اروپای غربی از ۱۹۳۰ تا پایان جنگ دوم جهانی بود.